# USS Donnell (DE-56)
USS Donnell (DE-56) là một tàu hộ tống khu trục lớp Buckley được Hải quân Hoa Kỳ chế tạo trong Chiến tranh Thế giới thứ hai. Tên nó được đặt theo Thiếu úy Hải quân Earl Roe Donnell Jr. (1918-1942), phi công từng phục vụ cùng Liên đội Tuần tiễu VS-6 trên tàu sân bay Enterprise (CV-6) và đã tử trận trong hoạt động không kích quần đảo Marshall vào ngày 6 tháng 2, 1942 và được truy tặng Huân chương Không lực. Nó đã phục vụ trong chiến tranh cho đến khi bị hư hại do trúng ngư lôi vào năm 1944, rồi phục vụ như một trạm phát điện nổi tại Cherbourg, Pháp và như một trại binh tại Anh cho đến khi chiến tranh kết thúc. Con tàu được kéo về Hoa Kỳ, xuất biên chế năm 1945 và bị tháo dỡ năm 1946. Donnell được tặng thưởng một Ngôi sao Chiến trận do thành tích phục vụ trong Thế Chiến II.

## Thiết kế và chế tạo
Những chiếc thuộc lớp tàu hộ tống khu trục Buckley có chiều dài chung 306 ft (93 m), mạn tàu rộng 37 ft 1 in (11,30 m) và độ sâu mớn nước khi đầy tải là 11 ft 3 in (3,43 m). Chúng có trọng lượng choán nước tiêu chuẩn 1.400 tấn Anh (1.400 t); và lên đến 1.740 tấn Anh (1.770 t) khi đầy tải. Hệ thống động lực bao gồm hai turbine hơi nước General Electric công suất 13.500 mã lực (10.100 kW), dẫn động hai máy phát điện công suất 9.200 kilôwatt (12.300 hp) để vận hành hai trục chân vịt;  công suất 12.000 hp (8.900 kW) cho phép đạt được tốc độ tối đa 23 kn (26 mph; 43 km/h), và có dự trữ hành trình 6.000 nmi (6.900 mi; 11.000 km) khi di chuyển ở vận tốc đường trường 12 kn (14 mph; 22 km/h).
Vũ khí trang bị bao gồm ba pháo 3 in (76 mm)/50 cal trên tháp pháo nòng đơn có thể đối hạm hoặc phòng không, một khẩu đội 1,1 inch/75 caliber bốn nòng và tám pháo phòng không Oerlikon 20 mm. Vũ khí chống ngầm bao gồm một dàn súng cối chống tàu ngầm Hedgehog Mk. 10 (có 24 nòng và mang theo 144 quả đạn); hai đường ray Mk. 9 và tám máy phóng K3 Mk. 6 để thả mìn sâu. Khác biệt đáng kể so với lớp Evarts dẫn trước là chúng có thêm ba ống phóng ngư lôi Mark 15 21 inch (533 mm). Thủy thủ đoàn đầy đủ bao gồm 186 sĩ quan và thủy thủ.
Donnell được đặt lườn tại xưởng tàu của hãng Bethlehem-Hingham Shipyard, Inc., ở Hingham, Massachusetts vào ngày 27 tháng 11, 1942. Nó được hạ thủy vào ngày 13 tháng 3, 1943; được đỡ đầu bởi bà E. R. Donnell, mẹ Thiếu úy Donnell, và nhập biên chế vào ngày 26 tháng 6, 1943 dưới quyền chỉ huy của Hạm trưởng, Thiếu tá Hải quân F. C. Billings.

## Lịch sử hoạt động
Donnell khởi hành từ Boston vào ngày 31 tháng 8, 1943 cho chuyến hộ tống vận tải vượt Đại Tây Dương đầu tiên; và cho đến năm 1944 đã thực hiện bốn chuyến khứ hồi đến Londonderry, Bắc Ireland trong giai đoạn phe Đồng Minh đang tích lũy lực lượng nhằm chuẩn bị để tiến hành Chiến dịch Overlord.
Trong chuyến đi vượt Đại Tây Dương thứ năm, vào ngày 3 tháng 5, 1944, dò được tín hiệu sonar và vài phút sau trông thấy một kính tiềm vọng của một tàu ngầm, nên đã tiếp cận để tấn công bằng mìn sâu nhắm vào chiếc U-boat Đức U-473. Đồng thời ngay lúc đó nó bị ngư lôi đối phương đánh trúng làm nổ tung phần đuôi tàu; những quả mìn sâu nó mang theo tiếp tục bị kích nổ gây thêm nhiều hư hại. Tổng cộng có 29 thành viên thủy thủ đoàn tử trận và 26 người khác bị thương. Đội hỗ trợ 2 của Hải quân Hoàng gia Anh đã băng qua quãng đường 300 nmi (560 km) để đáp ứng lời kêu cứu của Donnell và truy lùng kẻ tấn công. Sau 18 giờ truy đuổi, U-473 buộc phải nổi lên mặt nước và bị hải pháo đánh chìm.
Donnell được các chiếc Reeves (DE-156), Hopping (DE-155) và HMS Samsonia kéo đến vịnh Dunstaffnage, Scotland, đến nơi vào ngày 12 tháng 5. Do việc sửa chữa sẽ tốn nhiều công sức trong hoàn cảnh chiến tranh khó khăn, con tàu được đưa về thành phần dự bị tại Londonderry, Bắc Ireland vào ngày 20 tháng 6, để sử dụng như một tàu tiện nghi.
Tại các cảng Pháp vừa mới chiếm được, nhu cầu cung cấp điện trở nên cấp bách trước khi hệ thống lưới điện và nhà máy phát điện được khôi phục. Do Donnell có hệ thống máy phát điện turbine công suất lớn, nhưng không thể tự di chuyển do hư hại, nó được cải biến thành một trạm phát điện di động và xếp lại lớp thành IX-182 vào ngày 15 tháng 7, 1944. Nó được kéo đến Plymouth, Anh vào tháng 7, nhận lên tàu hành khách và hàng hóa đồng thời trang bị bộ cáp điện thay chỗ các ống phóng ngư lôi. Nó được kéo đến Cherbourg, Pháp vào tháng 8, nơi nó cung cấp điện năng cho các căn cứ trên bờ. Thử nghiệm này tỏ ra thành công, nên một số tàu hộ tống khu trục khác được tháo dỡ ống phóng ngư lôi thay thế bằng thiết bị cấp điện và cáp điện để được sử dụng tại các địa điểm khác. 
Donnell quay trở về Anh vào tháng 2, 1945 để sử dụng như một tàu trại binh tại Portland và Plymouth, cho đến khi được kéo quay trở về Hoa Kỳ, về đến Xưởng hải quân Philadelphia vào ngày 18 tháng 7. Nó được cho xuất biên chế tại đây vào ngày 23 tháng 10, 1945, được rút tên khỏi danh sách Đăng bạ Hải quân vào ngày 16 tháng 11, 1945, và bị bán để tháo dỡ vào ngày 29 tháng 4, 1946.

## Phần thưởng
Donnell được tặng thưởng một Ngôi sao Chiến trận do thành tích phục vụ trong Thế Chiến II.
|  |             |  |
|  | Bronze star |  |

| Dãi băng Hoạt động Tác chiến (truy tặng) |                                                                              |                                      |
| Huân chương Chiến dịch Hoa Kỳ            | Huân chương Chiến dịch Châu Âu-Châu Phi-Trung Đông với 1 Ngôi sao Chiến trận | Huân chương Chiến thắng Thế Chiến II |